# Tomaso Duso
Tomaso Duso (* 3. Juni 1971 in Padua, Italien) ist ein italienisch-deutscher Ökonom. Seit 2022 ist er Mitglied und seit 2024 Vorsitzender der Monopolkommission in Deutschland, einem unabhängigen Beratungsgremium für Wettbewerbspolitik und -recht. Er leitet die Abteilung Unternehmen und Märkte am Deutschen Institut für Wirtschaftsforschung (DIW Berlin) und ist Professor für empirische Industrieökonomie an der Technischen Universität Berlin.

## Leben und Ausbildung
Tomaso Duso wurde am 3. Juni 1971 in Padua geboren. Sein Vater ist der italienische Philosoph und Professor für politische Philosophie Giuseppe Duso. Er absolvierte sein Studium der Wirtschaftswissenschaften an der Universität Ca’ Foscari in Venedig, das er 1996 mit einem Laurea-Abschluss abschloss. Im Jahr 2002 promovierte er bei Lars-Hendrik Röller in Wirtschaftswissenschaften an der Humboldt-Universität zu Berlin. Tomaso Duso ist verheiratet und hat zwei Töchter.

## Berufliche Tätigkeit
Duso ist seit mehreren Jahren am DIW Berlin tätig und leitet dort die Abteilung für Unternehmen und Märkte. Er ist Professor an der Technischen Universität Berlin und Sprecher des Berlin Centre for Consumer Policies (BCCP), einem Netzwerk, das Forschung und Wissenstransfer in den Bereichen Verbraucherpolitik und Marktregulierung fördert. Bevor er ans DIW wechselte, war Duso als Professor am Düsseldorfer Institut für Wettbewerbsökonomie (DICE) tätig. Darüber hinaus ist er Research Fellow am Centre for Economic Policy Research (CEPR), wo er in enger Zusammenarbeit mit internationalen Forschern, z. B. Tommaso Valletti, Massimo Motta und Cristina Caffarra, im Bereich unabhängiger wettbewerbspolitischer Beratung tätig ist.
Duso ist als Experte für angewandte Mikroökonometrie und Wettbewerbspolitik anerkannt. Er berät regelmäßig internationale Organisationen und staatliche Institutionen, darunter die Europäische Kommission, die OECD sowie nationale Wettbewerbsbehörden, wie etwa die Competition and Markets Authority im Vereinigten Königreich und die niederländische Verbraucher- und Marktbehörde. Seine Forschung umfasst die Analyse von Marktregulierungen, Digitalisierung, Fusionskontrolle, Wettbewerb und Management und wurde in zahlreichen renommierten Fachzeitschriften veröffentlicht.

## Mitgliedschaft und Vorsitz in der Monopolkommission
Seit Juli 2022 ist Duso Mitglied der Monopolkommission, die die Bundesregierung, den Bundestag und den Bundesrat in Fragen der deutschen Wettbewerbspolitik, des Wettbewerbsrechts und der Regulierung berät. Im September 2024 wurde er zum Vorsitzenden der Kommission gewählt und folgt damit auf den Juristen Jürgen Kühling.

## Forschung und Positionen
Tomaso Duso engagiert sich für eine empirisch fundierte Politikberatung, insbesondere in der Wettbewerbspolitik und Industrieökonomie. In seiner Forschung befasst er sich gezielt mit industrieökonomischen Fragen, die in Europa und Deutschland besonders relevant sind. Dazu gehören netzgebundene Industrien wie Telekommunikation und Energie, die stark durch Marktregulierung und Wettbewerbspolitik beeinflusst werden.
Duso befürwortet eine stärkere Ex-Post-Evaluation des Kartellrechts, um die tatsächliche Wirkung von Wettbewerbseingriffen besser zu verstehen und politisch-gesetzgeberische Maßnahmen gezielter gestalten zu können. Diese Position vertritt er auch in seiner Funktion als Vorsitzender der Monopolkommission, wo er sich zudem besonders für datenbasierte Analysen in der Wettbewerbspolitik und für Ordnungspolitik in zahlreichen relevanten Wirtschaftsbereichen einsetzt. Dabei ist es ihm wichtig, insbesondere die Dynamik in Märkten durch Digitalisierung und künstliche Intelligenz zu berücksichtigen. Seine Forschungsergebnisse veröffentlichte er unter anderem in renommierten Fachzeitschriften wie The Review of Economics and Statistics, The Economic Journal, Journal of Law and Economics und European Economic Review.

## Veröffentlichungen (Auswahl)
- Duso, T. et al. (2021). The Effect of Mergers on Variety in Grocery Retailing. International Journal of Industrial Organization.
- Duso, T. et al. (2014). Collusion through Joint R&D: An Empirical Assessment. The Review of Economics and Statistics.
- Duso, T. et al. (2013). An Empirical Assessment of the 2004 EU Merger Policy Reform. Economic Journal.
- Duso, T., Röller, L.-H., & Neven, D. J. (2007). The Political Economy of European Merger Control: Evidence Using Stock Market Data. Journal of Law and Economics.